# HK SR9
HK SR9 — самозарядная снайперская винтовка, разработанная на базе автомата HK 91.
Для стрельбы из снайперской винтовки применяются винтовочные патроны калибра 7,62×51 мм NATO (.308 Win). Технически представляет собой самозарядную винтовку. Подача патронов при стрельбе производится из отъемных коробчатых магазинов ёмкостью 5 или 20 патронов.
Винтовка комплектуется оптическим прицелом. 

## Варианты и модификации
- SR9T — приклад от винтовки HK MSG90, ударно-спусковой механизм от винтовки HK PSG1;
- SR9TC — приклад и ударно-спусковой механизм от винтовки HK PSG1.